# Miranda Leek
Miranda Leek, född 18 maj 1993, är en amerikansk bågskytt. Hon deltog vid olympiska sommarspelen 2012.